# Fléville-Lixières
Fléville-Lixières é uma comuna francesa na região administrativa de Grande Leste, no departamento de Meurthe-et-Moselle. Estende-se por uma área de 14,38 km². Em 2010 a comuna tinha 319 habitantes (densidade: 22,2 hab./km²).